# Приморська сільська рада (Скадовський район)
Примо́рська сільська́ ра́да — адміністративно-територіальна одиниця та орган місцевого самоврядування у Скадовському районі Херсонської області. Адміністративний центр — село Приморське.

## Загальні відомості
Приморська сільська рада утворена в 1907 році.
- Територія ради: 0,068 км²
- Населення ради: 1 680 осіб (станом на 2001 рік)
- Водоймища на території, підпорядкованій даній раді: затока Чорного моря

## Населені пункти
Сільській раді підпорядковані населені пункти:
- с. Приморське

## Склад ради
Рада складається з 16 депутатів та голови.
- Голова ради: Торак Юрій Васильович
- Секретар ради: Іванова Віра Олександрівна

### Керівний склад попередніх скликань
| Прізвище, ім'я, по батькові | Основні відомості                                                         | Дата обрання | Дата звільнення |
| --------------------------- | ------------------------------------------------------------------------- | ------------ | --------------- |
| Торак Юрій Васильович       | Сільський голова, 1972 року народження, освіта вища, безпартійний         | 26.03.2006   | 31.10.2010      |
| Торак Юрій Васильович       | Сільський голова, 1972 року народження, освіта вища, член Партії регіонів | 31.10.2010   |                 |

Примітка: таблиця складена за даними сайту Верховної Ради України

### Депутати
За результатами місцевих виборів 2010 року депутатами ради стали:

#### За суб'єктами висування
| Суб'єкт висування | Кількість обраних депутатів | %  |
| ----------------- | --------------------------- | -- |
| Партія регіонів   | 12                          | 75 |
| Самовисування     | 4                           | 25 |

#### За округами
| № округу        | Прізвище, ім'я, по батькові     | Дата визнання обраним | Освіта             | Партійна приналежність | Відомості про обраного депутата                                   |
| --------------- | ------------------------------- | --------------------- | ------------------ | ---------------------- | ----------------------------------------------------------------- |
| Партія регіонів |                                 |                       |                    |                        |                                                                   |
| 3               | Бобряк Ігор Дмитрович           | 01.11.2010            | вища               | член Партії регіонів   | Приморська загальноосвітня школа, вчитель математики, інформатики |
| 5               | Ярешко Катерина Олексіївна      | 01.11.2010            | середня спеціальна | член Партії регіонів   | пенсіонер                                                         |
| 6               | Салтан Тетяна Василівна         | 01.11.2010            | середня спеціальна | член Партії регіонів   | пенсіонер, завідувачка господарства                               |
| 7               | Куртмамедов Сервер Ешрефович    | 01.11.2010            | середня            | член Партії регіонів   | СТОВ «Більшовик», робітник                                        |
| 8               | Сайфуліна Олена Галамутдинівна  | 01.11.2010            | середня спеціальна | член Партії регіонів   | Приморський фельдшерсько-акушерський пункт, фельдшер              |
| 9               | Васенко Андрій Омелянович       | 01.11.2010            | середня            | член Партії регіонів   | СТОВ «Більшовик», машиніст                                        |
| 11              | Петрова Катерина Степанівна     | 01.11.2010            | вища               | позапартійна           | пенсіонер                                                         |
| 12              | Соколова Марія Миколаївна       | 01.11.2010            | середня            | член Партії регіонів   | Будинок культури, прибиральниця                                   |
| 13              | Махаєва Тетяна Василівна        | 01.11.2010            | середня спеціальна | член Партії регіонів   | пенсіонер                                                         |
| 14              | Іванова Віра Олександрівна      | 01.11.2010            | середня спеціальна | позапартійна           | Приморська сільська рада, секретар                                |
| 15              | Савіна Ніна Василівна           | 01.11.2010            | середня спеціальна | позапартійна           | Приморська сільська рада, інспектор військово-облікового столу    |
| 16              | Губанов Сергій Леонідович       | 01.11.2010            | середня спеціальна | член Партії регіонів   | СТОВ «Більшовик», механік                                         |
| Самовисування   |                                 |                       |                    |                        |                                                                   |
| 1               | Горова Наталія Миколаївна       | 01.11.2010            | середня спеціальна | позапартійна           | СТОВ «Більшовик», завідувачка СТФ                                 |
| 2               | Совіна-Руше Ольга Володимирівна | 01.11.2010            | середня спеціальна | позапартійна           | Приморський дитячий садок, бухгалтер                              |
| 4               | Невєрова Оксана Богданівна      | 01.11.2010            | середня спеціальна | позапартійна           | Приморська сільська рада, спеціаліст із земельних питань          |
| 10              | Мацюха Сергій Іванович          | 01.11.2010            | середня            | позапартійний          | СТОВ «Більшовик», завідувач гаражу                                |

## Населення
Згідно з переписом УРСР 1989 року чисельність наявного населення сільської ради становила 1616 осіб, з яких 757 чоловіків та 859 жінок.
За переписом населення України 2001 року в сільській раді мешкало 1677 осіб.

### Мова
Розподіл населення за рідною мовою за даними перепису 2001 року:
| Мова              | Відсоток |
| ----------------- | -------- |
| російська         | 50,24 %  |
| українська        | 48,21 %  |
| вірменська        | 0,30 %   |
| кримськотатарська | 0,30 %   |
| білоруська        | 0,06 %   |
| інші              | 0,89 %   |